# Nike Martens
Nike Martens (* 11. November 1985 in Hamburg) ist eine deutsche Schauspielerin.

## Leben
Aufgewachsen in Hamburg, besuchte Nike Martens dort das Gymnasium bis zur 11. Klasse. Ihr Abitur absolvierte sie in England. Bereits 1999 und 2001 sammelte sie erste Schauspielerfahrungen in der ARD-Krimireihe Stahlnetz. Es folgten Dreharbeiten für K3 – Kripo Hamburg sowie eine Gastrolle am St.-Pauli-Theater in Hamburg. Die erste durchgehende Hauptrolle spielte Nike Martens in der Krimiserie Zwei Profis, die 2003 im ZDF ausgestrahlt wurde.
2002 verließ sie ihre Heimatstadt Hamburg, um das Internat Hurtwood House südlich von London zu besuchen. Ihre dortige Ausbildung unterbrach sie jedoch Anfang 2003 und stieg bis 2006 in den Hauptcast der RTL-Serie Unter uns in der Rolle der „Romy Sturm“ ein. Nach ihrem Ausstieg bei Unter uns nahm sie 2006 ihre unterbrochene Ausbildung am Schauspielinternat Hurtwood House wieder auf und holte gleichzeitig ihr Abitur nach.
2009 drehte Nike Martens neben Sean Bean ihre erste Kinorolle in dem Film Black Death. An der Seite von Antoine Monot, Jr. übernahm sie eine der Hauptrollen für den in Kenia produzierten Film Wo es weh tut. Es folgten weitere Dreharbeiten für die englischen Kinoproduktionen The Big Black mit Delphine Chanéac sowie für Bridges, in dem Nike Martens neben David Gant die weibliche Hauptrolle spielte.
Martens lebt in Berlin.
Nike Martens hat eine ältere Schwester, Finja Martens, sowie eine jüngere Halbschwester. Ihr Vater Thomas Martens ist der Gründer eines Versicherungskonzerns. Sven Waasner ist der Ehemann von ihrer Schwester Finja Martens.

## Filmografie

### Kino
| - 2010: Black Death - 2010: Wo es weh tut - 2010: The Big Black - 2010: Dating Lanzelot - 2010: Ankommen - 2011: Bridges - 2012: Mia and Sam - 2012: Picsters - 2014: Gratitude - 2015: Vierte Wand - 2015: Oleanna - 2015: Affenkönig - 2016: Eine Idee von uns - 2016: You wanted to be a Poem |

### Fernsehen
| - 1999: Stahlnetz - 1999: Die Pfefferkörner - 2002: Stahlnetz: PSI - 2002–2003: Zwei Profis - 2004: K3 – Kripo Hamburg - 2003–2006: Unter uns - 2009: Inga Lindström – Wiedersehen in Eriksberg - 2010: Küstenwache – Ein verhängnisvolles Angebot - 2010: Das Duo – Liebe und Tod - 2011: SOKO Stuttgart – Kennedys Tod - 2011: Der Staatsanwalt – Käufliche Liebe - 2012: In aller Freundschaft – Auf Biegen und Brechen - 2012: H-Blockx (Musikvideo) - 2013: Kreuzfahrt ins Glück – Hochzeitsreise nach Barcelona - 2014: Heiter bis tödlich: Hauptstadtrevier – Bretter, die die Welt bedeuten - 2015: Einen Knicks für Knigge - 2016: Artur Schnabel – No Place for Excile - 2019: Stralsund: Doppelkopf - 2020: SOKO Leipzig – Vom Himmel gefallen |